# Spirorbis labiatus
Spirorbis labiatus är en ringmaskart som beskrevs av Jager 1983. Spirorbis labiatus ingår i släktet Spirorbis och familjen Serpulidae. Inga underarter finns listade i Catalogue of Life.